# Klubowe Mistrzostwa Świata w piłce siatkowej kobiet 2017
11. edycja Klubowych mistrzostw świata w piłce siatkowej kobiet rozpocznie się 9 maja 2017, a zakończy pięć dni później w Kobe w Japonii. W rozgrywkach będzie brać udział 8 drużyn. Tytuł Klubowego Mistrza Świata zdobył Vakıfbank Stambuł. MVP została Zhu Ting.

## Uczestnicy
| Drużyna                    | Sposób awansu                      |
| -------------------------- | ---------------------------------- |
| Hisamitsu Springs          | Gospodarz                          |
| Vakıfbank Stambuł          | Klubowy mistrz Europy              |
| NEC Red Rockets            | Klubowy mistrz Azji                |
| Rexona-Sesc Rio de Janeiro | Klubowy mistrz Ameryki Południowej |
| Dinamo Moskwa              | Mistrz Rosji (dzika karta)         |
| Voléro Zurych              | Mistrz Szwajcarii (dzika karta)    |
| Vôlei Nestlé Osasco        | Wicemistrz Brazylii (dzika karta)  |
| Eczacıbaşı Stambuł         | (dzika karta)                      |

## Podział na grupy
| Grupa A                                                                      | Grupa B                                                              |
| ---------------------------------------------------------------------------- | -------------------------------------------------------------------- |
| Vakıfbank Stambuł Dinamo Moskwa Rexona-Sesc Rio de Janeiro Hisamitsu Springs | Eczacıbaşı Stambuł Voléro Zurych Vôlei Nestlé Osasco NEC Red Rockets |

## Hala sportowa
| Miasto | Hala             | Pojemność | Obiekt |
| ------ | ---------------- | --------- | ------ |
| Kobe   | Kobe Green Arena | 6000      |        |

## Faza grupowa

### Grupa A
Tabela
| Lp. | Drużyna                    | Mecze | Mecze   | Mecze   | Pkt | Sety | Sety | Sety  | Małe punkty | Małe punkty | Małe punkty |
| Lp. | Drużyna                    | M     | W (3:2) | P (2:3) | Pkt | wyg. | prz. | ratio | zdob.       | str.        | ratio       |
| --- | -------------------------- | ----- | ------- | ------- | --- | ---- | ---- | ----- | ----------- | ----------- | ----------- |
| 1   | Vakıfbank Stambuł          | 3     | 3 (0)   | 0 (0)   | 9   | 9    | 1    | 9.000 | 245         | 191         | 1.283       |
| 2   | Rexona-Sesc Rio de Janeiro | 3     | 2 (0)   | 1 (0)   | 6   | 7    | 5    | 1.400 | 265         | 267         | 0.993       |
| 3   | Dinamo Moskwa              | 3     | 1 (0)   | 2 (0)   | 3   | 4    | 6    | 0.667 | 228         | 221         | 1.032       |
| 4   | Hisamitsu Springs          | 3     | 0 (0)   | 3 (0)   | 0   | 1    | 9    | 0.111 | 186         | 245         | 0.759       |

Źródło: FIVB
Punktacja: 3:0 i 3:1 – 3 pkt; 3:2 – 2 pkt; 2:3 – 1 pkt; 1:3 i 0:3 – 0 pkt
Zasady ustalania kolejności: 1. liczba zwycięstw, 2. liczba punktów, 3. stosunek setów, 4. stosunek małych punktów, 5. bilans w bezpośrednich meczach
Legenda:   awans do półfinału
Wyniki
| Data       | Godz. | Drużyna 1                  | Wynik | Drużyna 2                  | 1     | 2     | 3     | 4     | 5 | Widzów | * |
| ---------- | ----- | -------------------------- | ----- | -------------------------- | ----- | ----- | ----- | ----- | - | ------ | - |
| 2017-05-09 | 10:10 | Dinamo Moskwa              | 0:3   | Vakıfbank Stambuł          | 22:25 | 19:25 | 18:25 |       |   | 400    |   |
| 2017-05-09 | 19:10 | Hisamitsu Springs          | 1:3   | Rexona-Sesc Rio de Janeiro | 16:25 | 25:20 | 16:25 | 21:25 |   | 1100   |   |
| 2017-05-10 | 12:55 | Rexona-Sesc Rio de Janeiro | 1:3   | Vakıfbank Stambuł          | 17:25 | 15:25 | 25:20 | 15:25 |   | 600    |   |
| 2017-05-10 | 19:10 | Hisamitsu Springs          | 0:3   | Dinamo Moskwa              | 9:25  | 19:25 | 20:25 |       |   | 800    |   |
| 2017-05-12 | 09:40 | Dinamo Moskwa              | 1:3   | Rexona-Sesc Rio de Janeiro | 23:25 | 25:23 | 23:25 | 23:25 |   | 400    |   |
| 2017-05-12 | 18:10 | Vakıfbank Stambuł          | 3:0   | Hisamitsu Springs          | 25:17 | 25:21 | 25:22 |       |   | 3000   |   |

### Grupa B
| Lp. | Drużyna             | Mecze | Mecze   | Mecze   | Pkt | Sety | Sety | Sety  | Małe punkty | Małe punkty | Małe punkty |
| Lp. | Drużyna             | M     | W (3:2) | P (2:3) | Pkt | wyg. | prz. | ratio | zdob.       | str.        | ratio       |
| --- | ------------------- | ----- | ------- | ------- | --- | ---- | ---- | ----- | ----------- | ----------- | ----------- |
| 1   | Voléro Zurych       | 3     | 3 (0)   | 0 (0)   | 9   | 9    | 0    | MAX   | 229         | 178         | 1.287       |
| 2   | Eczacıbaşı Stambuł  | 3     | 2 (0)   | 1 (0)   | 6   | 6    | 4    | 1.500 | 236         | 211         | 1.118       |
| 3   | Vôlei Nestlé Osasco | 3     | 1 (0)   | 2 (0)   | 3   | 4    | 6    | 0.667 | 215         | 219         | 0.982       |
| 4   | NEC Red Rockets     | 3     | 0 (0)   | 3 (0)   | 0   | 0    | 9    | 0.000 | 171         | 226         | 0.757       |

Źródło: FIVB
Punktacja: 3:0 i 3:1 – 3 pkt; 3:2 – 2 pkt; 2:3 – 1 pkt; 1:3 i 0:3 – 0 pkt
Zasady ustalania kolejności: 1. liczba zwycięstw, 2. liczba punktów, 3. stosunek setów, 4. stosunek małych punktów, 5. bilans w bezpośrednich meczach
Legenda:   awans do półfinału
Wyniki
| Data       | Godz. | Drużyna 1           | Wynik | Drużyna 2           | 1     | 2     | 3     | 4     | 5 | Widzów | * |
| ---------- | ----- | ------------------- | ----- | ------------------- | ----- | ----- | ----- | ----- | - | ------ | - |
| 2017-05-09 | 12:55 | Voléro Zurych       | 3:0   | Eczacıbaşı Stambuł  | 25:22 | 25:20 | 26:24 |       |   | 500    |   |
| 2017-05-09 | 15:40 | NEC Red Rockets     | 0:3   | Vôlei Nestlé Osasco | 11:25 | 17:25 | 19:25 |       |   | 450    |   |
| 2017-05-10 | 10:10 | Vôlei Nestlé Osasco | 1:3   | Eczacıbaşı Stambuł  | 21:25 | 25:20 | 16:25 | 13:25 |   | 400    |   |
| 2017-05-10 | 15:40 | NEC Red Rockets     | 0:3   | Voléro Zurych       | 23:25 | 17:25 | 24:26 |       |   | 600    |   |
| 2017-05-12 | 12:10 | Voléro Zurych       | 3:0   | Vôlei Nestlé Osasco | 27:25 | 25:22 | 25:18 |       |   | 500    |   |
| 2017-05-12 | 14:40 | Eczacıbaşı Stambuł  | 3:0   | NEC Red Rockets     | 25:22 | 25:22 | 25:16 |       |   | 600    |   |

## Faza finałowa

### Drabinka
|  |                            |                            |                            |                            |   |                   |                   |       |
|  | Półfinały                  | Półfinały                  | Półfinały                  |                            |   | Finał             | Finał             | Finał |
|  | Półfinały                  | Półfinały                  | Półfinały                  |                            |   | Finał             | Finał             | Finał |
|  | 13 maja – Kobe             |                            |                            |                            |   |                   |                   |       |
|  |                            |                            |                            |                            |   |                   |                   |       |
|  | Vakıfbank Stambuł          | Vakıfbank Stambuł          | 3                          |                            |   |                   |                   |       |
|  | Vakıfbank Stambuł          | Vakıfbank Stambuł          | 3                          | 14 maja – Kobe             |   |                   |                   |       |
|  | Eczacıbaşı Stambuł         | Eczacıbaşı Stambuł         | 1                          |                            |   |                   |                   |       |
|  | Eczacıbaşı Stambuł         | Eczacıbaşı Stambuł         | 1                          |                            |   | Vakıfbank Stambuł | Vakıfbank Stambuł | 3     |
|  | 13 maja – Kobe             |                            |                            |                            |   | Vakıfbank Stambuł | Vakıfbank Stambuł | 3     |
|  |                            |                            | Rexona-Sesc Rio de Janeiro | Rexona-Sesc Rio de Janeiro | 0 |                   |                   |       |
|  | Voléro Zurych              | Voléro Zurych              | Rexona-Sesc Rio de Janeiro | Rexona-Sesc Rio de Janeiro | 0 | 1                 |                   |       |
|  | Voléro Zurych              | Voléro Zurych              |                            |                            |   |                   |                   |       |
|  | Rexona-Sesc Rio de Janeiro | Rexona-Sesc Rio de Janeiro | 3                          |                            |   |                   |                   |       |
|  | Rexona-Sesc Rio de Janeiro | Rexona-Sesc Rio de Janeiro | 3                          | Mecz o 3. miejsce          |   |                   |                   |       |
|  |                            |                            |                            |                            |   |                   |                   |       |
|  | 14 maja – Kobe             |                            |                            |                            |   |                   |                   |       |
|  |                            |                            |                            |                            |   |                   |                   |       |
|  | Eczacıbaşı Stambuł         | Eczacıbaşı Stambuł         | 2                          |                            |   |                   |                   |       |
|  | Eczacıbaşı Stambuł         | Eczacıbaşı Stambuł         | 2                          |                            |   |                   |                   |       |
|  | Voléro Zurych              | Voléro Zurych              | 3                          |                            |   |                   |                   |       |
|  | Voléro Zurych              | Voléro Zurych              | 3                          |                            |   |                   |                   |       |

|  |  | Mecze o miejsca 5–8 |  |
|  |  | ------------------- |  |

| Data       | Godz. | Drużyna 1           | Wynik | Drużyna 2         | 1     | 2     | 3     | 4     | 5 | Widzów | * |
| ---------- | ----- | ------------------- | ----- | ----------------- | ----- | ----- | ----- | ----- | - | ------ | - |
| 2017-05-13 | 10:10 | Dinamo Moskwa       | 3:1   | NEC Red Rockets   | 25:15 | 22:25 | 25:15 | 25:18 |   | 750    |   |
| 2017-05-13 | 19:10 | Vôlei Nestlé Osasco | 3:0   | Hisamitsu Springs | 25:20 | 25:21 | 25:21 |       |   | 1500   |   |

|  |  | Mecz o 7. miejsce |  |
|  |  | ----------------- |  |

| Data       | Godz. | Drużyna 1       | Wynik | Drużyna 2         | 1     | 2     | 3     | 4 | 5 | Widzów | * |
| ---------- | ----- | --------------- | ----- | ----------------- | ----- | ----- | ----- | - | - | ------ | - |
| 2017-05-14 | 14:40 | NEC Red Rockets | 3:0   | Hisamitsu Springs | 25:16 | 25:23 | 25:22 |   |   | 2400   |   |

|  |  | Mecz o 5. miejsce |  |
|  |  | ----------------- |  |

| Data       | Godz. | Drużyna 1     | Wynik | Drużyna 2           | 1     | 2     | 3     | 4     | 5 | Widzów | * |
| ---------- | ----- | ------------- | ----- | ------------------- | ----- | ----- | ----- | ----- | - | ------ | - |
| 2017-05-14 | 09:40 | Dinamo Moskwa | 3:1   | Vôlei Nestlé Osasco | 22:25 | 25:19 | 27:25 | 25:18 |   | 600    |   |

|  |  | Półfinały |  |
|  |  | --------- |  |

| Data       | Godz. | Drużyna 1         | Wynik | Drużyna 2                  | 1     | 2     | 3     | 4     | 5 | Widzów | * |
| ---------- | ----- | ----------------- | ----- | -------------------------- | ----- | ----- | ----- | ----- | - | ------ | - |
| 2017-05-13 | 12:55 | Vakıfbank Stambuł | 3:1   | Eczacıbaşı Stambuł         | 25:20 | 25:23 | 23:25 | 25:22 |   | 700    |   |
| 2017-05-13 | 15:40 | Voléro Zurych     | 1:3   | Rexona-Sesc Rio de Janeiro | 13:25 | 16:25 | 25:21 | 24:26 |   | 650    |   |

|  |  | Mecz o trzecie miejsce |  |
|  |  | ---------------------- |  |

| Data       | Godz. | Drużyna 1          | Wynik | Drużyna 2     | 1     | 2     | 3     | 4     | 5     | Widzów | * |
| ---------- | ----- | ------------------ | ----- | ------------- | ----- | ----- | ----- | ----- | ----- | ------ | - |
| 2017-05-14 | 12:10 | Eczacıbaşı Stambuł | 2:3   | Voléro Zurych | 22:25 | 15:25 | 25:22 | 25:23 | 12:15 | 1800   |   |

|  |  | Finał |  |
|  |  | ----- |  |

| Data       | Godz. | Drużyna 1         | Wynik | Drużyna 2                  | 1     | 2     | 3     | 4 | 5 | Widzów | * |
| ---------- | ----- | ----------------- | ----- | -------------------------- | ----- | ----- | ----- | - | - | ------ | - |
| 2017-05-14 | 19:10 | Vakıfbank Stambuł | 3:0   | Rexona-Sesc Rio de Janeiro | 25:19 | 25:21 | 25:21 |   |   | 1000   |   |

| KLUBOWY MISTRZ ŚWIATA      |
| -------------------------- |
| Vakıfbank Stambuł 2. TYTUŁ |

## Klasyfikacja końcowa
| Miejsce | Drużyna                    |
| ------- | -------------------------- |
| 1       | Vakıfbank Stambuł          |
| 2       | Rexona-Sesc Rio de Janeiro |
| 3       | Voléro Zurych              |
| 4       | Eczacıbaşı Stambuł         |
| 5       | Dinamo Moskwa              |
| 6       | Vôlei Nestlé Osasco        |
| 7       | NEC Red Rockets            |
| 8       | Hisamitsu Springs          |

## Nagrody indywidualne
| Najlepsza zawodniczka (MVP) | Najlepsze przyjmujące | Najlepsza atakująca | Najlepsze środkowe      | Najlepsza libero | Najlepsza rozgrywająca |
| --------------------------- | --------------------- | ------------------- | ----------------------- | ---------------- | ---------------------- |
| Zhu Ting                    | Zhu Ting Gabi         | Tijana Bošković     | Maja Poljak Kübra Akman | Silvija Popović  | Kaname Yamaguchi       |